# St Margaret’s Episcopal Church (Aberlour)

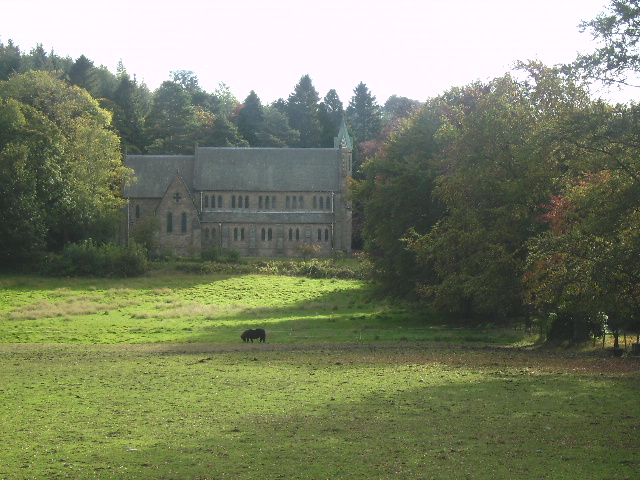
St Margaret’s Episcopal Church

Die St Margaret’s Episcopal Church ist ein episkopalkirchliches Kirchengebäude in der schottischen Ortschaft Aberlour in der Council Area Moray. 1976 wurde das Bauwerk in die schottischen Denkmallisten zunächst in der Kategorie B aufgenommen. Die Hochstufung in die höchste Denkmalkategorie A erfolgte 1987.

## Geschichte
Die Kirche wurde im Kontext der Errichtung eines Waisenhauses in Aberlour erbaut und sollten den dort Angestellten sowie den Waisen als Kirche dienen. Die benötigten finanziellen Mittel zum Bau stellte die auf Aberlour House residierende Erbin Margaret Macpherson Grant zur Verfügung. Der in Inverness ansässige schottische Architekt Alexander Ross wurde mit der Planung des Gebäudes betraut. Dessen Grundsteinlegung erfolgte am 29. September 1875. Nach dem Ableben Macpherson Grants übernahm William Grant of Elchies die Finanzierung. Am 23. November 1879 wurde die St Margaret’s Church schließlich fertiggestellt.
Der in Newcastle ansässige Glaskünstler G. J. Baguley kreierte zwischen 1887 und 1907 die Bleiglasfenster. Das Taufbecken mit Marmorapplikationen wurde im Jahre 1900 installiert. Das Waisenhaus wurde schließlich 1967 geschlossen und die Gebäude abgebrochen. Die Scottish Episcopal Church übernahm in der Folge das Kirchengebäude. Durch die Bereitstellung finanzieller Mittel durch Historic Scotland, den Heritage Lottery Fund sowie durch Spendengelder der Gemeindemitglieder konnte die Restaurierung im Jahre 2012 verwirklicht werden.

## Beschreibung
Die neogotisch ausgestaltete St Margaret’s Church befindet sich am Nordostrand Aberlours. Ihr Mauerwerk besteht aus rötlichem Granit. Einfassungen sind aus farblich abgesetztem Naturstein gearbeitet. Entlang des fünf Achsen weiten Langhauses sind die Lanzettfenster zu Zwillingen gekuppelt. In den Obergaden sind hingegen Drillingsfenster eingelassen. Der Chor der Kreuzkirche ist etwas niedriger ausgeführt. An der Westseite ragt ein schlanker Glockenturm mit oktogonalem Grundriss auf. Er ist mit Lanzettfenstern, Zwerchgiebeln und polygonalem Zeltdach gestaltet. Sämtliche Dächer sind mit Schiefer eingedeckt.